# René Huete
René David Huete Moncada (Managua, 5 de junio de 1995) es un futbolista nicaragüense. Juega de defensa y su último club fue el Diriangén Fútbol Club de la Primera División de Nicaragua.

## Clubes
| Club                  | País      | Año         |
| --------------------- | --------- | ----------- |
| Juventus Managua      | Nicaragua | 2015 - 2017 |
| Walter Ferretti       | Nicaragua | 2017 - 2021 |
| Diriangén Fútbol Club | Nicaragua | 2021-2022   |

## Palmarés

### Campeonatos nacionales
| Título          | Club            | País      | Año  |
| --------------- | --------------- | --------- | ---- |
| Torneo Apertura | Walter Ferretti | Nicaragua | 2017 |